# Duchovščina
Duchovščina (in russo Духовщина?) è una cittadina della Russia europea, situata nell'oblast' di Smolensk a circa 60 km da Smolensk, sorge sulle rive del Vostica, fiume appartenente al bacino dello Dnepr. Menzionato in un documento del 1675, ricevette lo status di città nel 1777 ed è capoluogo del Duchovščinskij rajon.